# Los cinco artículos del arminianismo
Los cinco artículos del arminianismo son la parte final de un amplio documento elaborado en 1610 por los seguidores de Jacobo Arminio (1560-1609). “Remonstrancia" es literalmente "una expresión de oposición o protesta", que en este caso fue una queja contra la doctrina calvinista de la predestinación que figura en la confesión belga. En consecuencia, a los seguidores de Arminio que redactaron esta protesta se les dio el nombre de  "Remonstrantes".

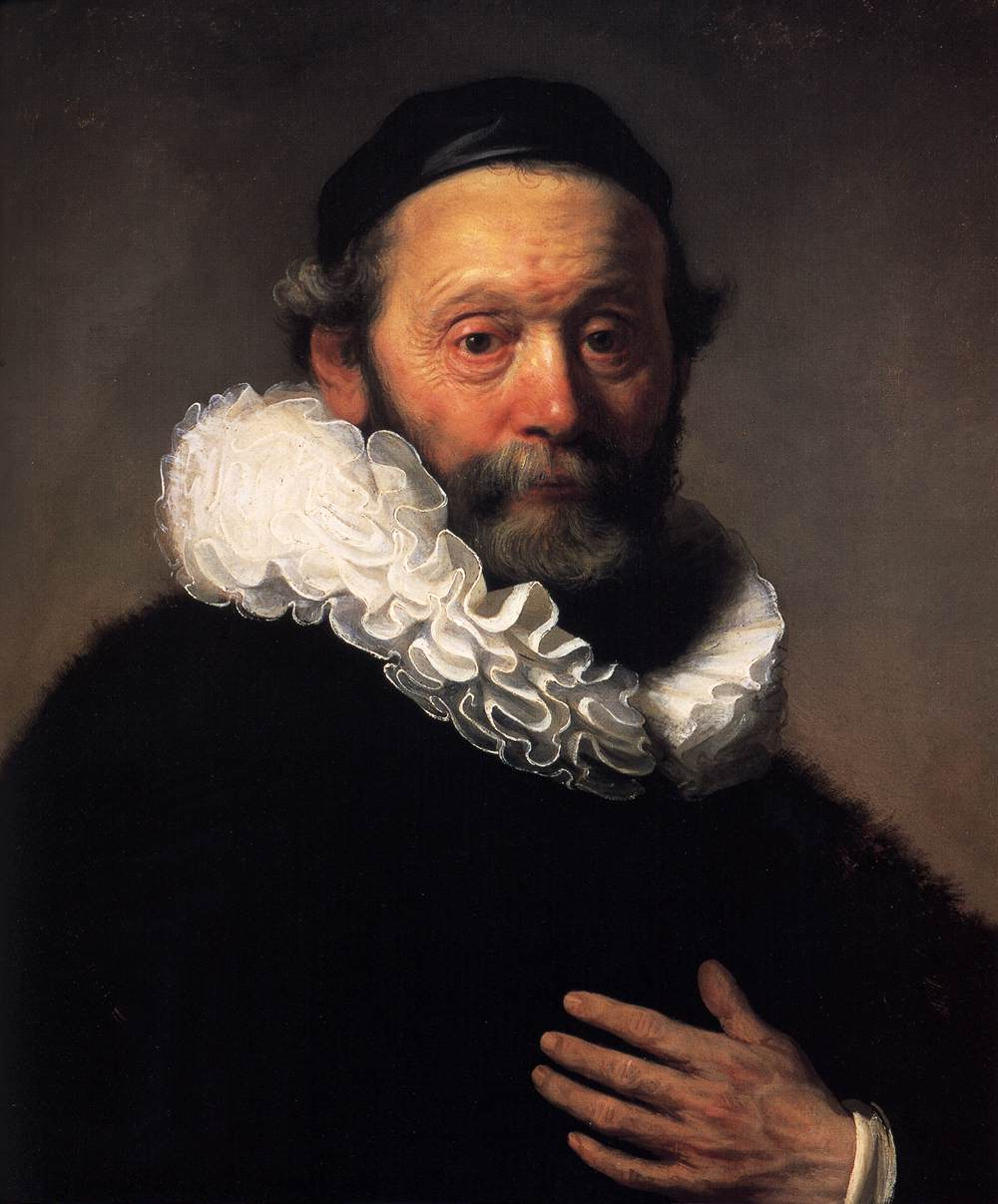
Retrato del ministro remonstrante Johannes Wtenbogaert (1557-1644), detail. Rembrandt Harmenszoon van Rijn. 1633.

## Antecedentes
El documento de protesta nace, pues, en el seno de las disputas entre gomaristas y arminianos.
Por invitación de Oldenbarnevelt, gran pensionario de Holanda y simpatizante con los objetantes, cuarenta y un predicadores y dos miembros de la universidad de Leiden (o Leyden) se reunieron para expresar por escrito su opinión sobre las doctrinas en disputa. 
La pieza fue escrita por Uytenbogaert el 14 de enero de 1610 en La Haya durante la celebración de los Estados Generales de Holanda y Frisia, y, con modificaciones menores, aprobada, firmada y presentada a Oldenbarnevelt por Uytenbogaert y los 43 delegados arminianos en julio. Se dirigían a los Estados de Holanda instando a la convocatoria de un sínodo para la revisión y examen de la  Confesión de los Países Bajos y el Catecismo de Heidelberg, a los que no reconocían como cánones de fe permanentes e inmutables (ya que según sus convicciones, solo la Palabra de Dios, expresada en las  Sagradas Escrituras tienen tal autoridad). 
Los cinco artículos son una declaración sintetizada de la doctrina de Jacobo Arminio que se insertaron al final de un alegato en favor de la tolerancia.
Durante la generación posterior a la muerte de Arminio, la causa de los remonstrantes estuvo estrechamente vinculada a la tolerancia. Para ellos, la libertad se convirtió en un principio esencial, sobre todo porque defendían la libertad espiritual del hombre frente la doctrina de la doble predestinación. Pero, además, tenían que justificar su propio derecho a disentir.
Los remonstrantes sostenían que el Estado debería regir a la Iglesia, aunque solo en los asuntos externos; con este principio, en cierta medida cercano a las teorías  erastianistas, se pretendía proteger la libertad de la Iglesia frente al gobierno teocrático de sus ministros. Según  Episcopio, la Iglesia no podía ejercer otro poder correctivo que el de la disciplina espiritual, porque dicho poder era potestad inalienable del Estado. Sin embargo, como el Estado solo regía los asuntos externos y temporales de la Iglesia, no tenía derecho a entrometerse en lo espiritual ni a violentar las conciencias, con lo que la libertad de los cristianos quedaba preservada. La asociación voluntaria era un derecho y posibilitaba que existieran otras Iglesias diferentes de la estatal.

## Los cinco artículos
ARTÍCULO I. 
Dios, por un objetivo eterno e inmutable en Jesucristo su Hijo, antes de la fundación del mundo, tiene determinado, de la raza caída, pecaminosa de los hombres, salvar en Cristo, para Cristo, y por Cristo, a los que, por la gracia del Espíritu Santo, creerán en este su Hijo Jesús, y perseverarán en fe y obediencia de fe, por esta gracia, hasta el fin; y, de otra parte, dejar a los incorregibles e incrédulos en el pecado y bajo la ira, y condenarlos como enajenados de Cristo, según la palabra del evangelio en Juan 3:36: “El que cree en el Hijo tiene vida eterna; pero el que rehúsa creer en el Hijo no verá la vida, sino que la ira de Dios está sobre él” y de acuerdo también con otros pasajes de la Escritura.
ARTÍCULO II. 
De acuerdo con esto, Jesucristo, el Salvador del mundo, ha muerto por todos los hombres y por cada hombre, de modo que haya obtenido para todos ellos, por su muerte en la cruz, el rescate y el perdón de pecados;  aunque nadie en realidad disfrute de este perdón de pecados excepto el creyente, según la palabra del Evangelio de Juan 3.16: “Porque de tal manera amó Dios al mundo, que ha dado a su Hijo unigénito, para que todo aquel que en él cree no se pierda, mas tenga vida eterna”. Y en la Primera Epístola de Juan 2:2: “Él es la propiciación por nuestros pecados; y no sólo por los nuestros, sino también por los de todo el mundo”.
ARTÍCULO III. 
Que el hombre no posee gracia salvífica en sí mismo, ni tampoco de la energía de su libre voluntad (albedrío), en la medida que el, en estado de apostasía y pecado, puede ni pensar, desear, ni hacer nada realmente bueno, (como la fe salvífica eminentemente es); sino que es necesario que este sea nacido de nuevo de Dios en Cristo, a través de su Santo Espíritu y renovado en la compresión, inclinación, o voluntad y en todos sus poderes, de manera que este pueda correctamente entender, pensar, desear y efectuar lo que es realmente bueno, conforme a la Palabra de Cristo, Juan 15:5: “Separados de mí nada podéis hacer”.
ARTÍCULO IV. 
Que esta gracia de Dios es el comienzo, la continuación, y el cumplimiento de todo lo bueno, incluso en la medida que por sí mismo el hombre regenerado, sin la precedencia o la asistencia, el despertamiento, seguimiento, y la gracia cooperativa, no puede pensar, desear, ni hacer el bien, ni resistir cualquier tentación al mal; de modo que todas las buenas acciones o movimientos, que pueden ser concebidos, deben ser atribuidos a la gracia de Dios en Cristo. Sin embargo, en respecto al modo de operación de esta gracia, esta no es irresistible, puesto que ha sido escrito concerniente a muchos, que estos han resistido al Espíritu Santo. Hechos 7 y en otros muchos lugares.
ARTÍCULO V. 
Que aquellos que están incorporados en Cristo por una fe verdadera, y de esta manera se han hecho partícipes de su Espíritu vivificante, tienen por lo tanto pleno poder para luchar contra Satanás, el pecado, el mundo y su propia carne, y para ganar la victoria, siendo bien entendido que esto es siempre a través de la gracia asistente del Espíritu Santo; y que Jesucristo les asiste por medio de su Espíritu en todas las tentaciones, extendiendo a estos su mano, y si solo están listos para el conflicto y desean su ayuda, y no están inactivos, les impide caer, de modo que ellos por ninguna artimaña o poder de Satanás, pueden ser engañados, ni arrancados de las manos de Cristo, según la palabra de Cristo, Juan 10:28: "Nadie los arrebatará de mi mano". Pero si son capaces, por negligencia, de abandonar de nuevo los primeros comienzos de su vida en Cristo, regresando nuevamente a este mundo malvado presente, de apartarse de la santa doctrina que les fue dada, de perder una buena conciencia, siendo desprovistos de gracia, eso debe ser determinado más particularmente de las Sagradas Escrituras antes de que puedan enseñar esto con la plena persuasión de sus mentes.
Por consiguiente, los remonstrantes consideramos estos artículos conformes a la Palabra de Dios, tendentes a la edificación y en cuanto a este argumento, suficiente para la salvación, de modo que no sea necesario o edificante elevarse más alto o descender más profundo.

## Proyección
Los calvinistas presentaron a los Estados de Holanda una contra-protesta en la que condenaban vehementemente el punto de vista de los remonstrantes. 
Los Estados convocaron diversas conferencias donde se debatieron los puntos en disputa: (la primera se celebró en La Haya en 1608, antes de la elaboración de la Protesta), la segunda en 1610, la tercera en Delft en 1612 y la cuarta en Róterdam en 1615. Como las discusiones llevaron a disturbios, los Estados de Holanda y Frisia prohibieron la discusión de los puntos disputados en los púlpitos, pero no lograron la concordia. 
Propiciada por su encono teológico, la polémica desembocó en una lucha entre la oligarquía mercantil de la próspera Holanda y los intereses dinásticos de la casa Orange-Nassau. La mayoría de los Estados de Holanda se negaban persistentemente a convocar a una asamblea nacional, defendida por los Contrarremonstrantes. Como la última conferencia fue favorable a los arminianos, los gomaristas la hicieron anular por el príncipe Mauricio de Nassau y los Estados Generales. El 30 de mayo de 1618 se convocó un sínodo nacional por los Estados Generales en Dordrecht donde se condenaron los cinco artículos de protesta. El régimen de Holanda fue derrocado y se ejecutó al gran pensionario.
Los cinco artículos sirvieron de base para el desarrollo teológico posterior de las ideas arminianas vertidas en una confessio escrita por Episcopius, su gran teólogo, en 1621 y el catecismo de Jan Uytenbogaert.